# خيط فطري

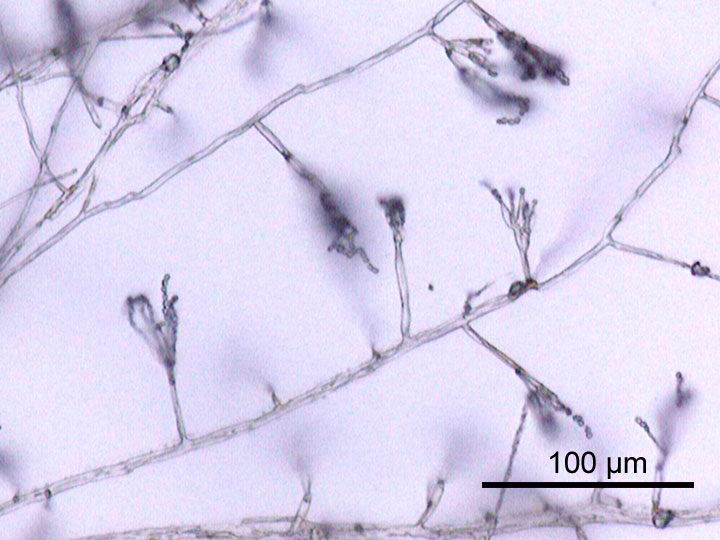

الخيط الفطري أو خيوط فطرية ملتوية(بالإنجليزية: Hypha)‏ أو «هايفا»، هو من مجموعة «الهايفات» أو الغزل الفطري (بالإنجليزية: mycelium)‏. هو تجمُّع للخيوط الفطرية ويكون نسيجًا حشويًا كاذبًا غير حقيقي كما في صدأ الحنطة أو الشعير وهو أحد عناصر الثمر الفطري وهو على خمسة أشكال:
1. الكويمة الفطرية.
2. الجذيلة الفطرية.
3. الوسادة الفطرية.
4. الحشوة الفطرية.
5. الوعاء البكنيدي.